# Альфред и Плантадженет
Альфред и Плантадженет — городок в восточном Онтарио, Канада, в объединённом округе Прескотт и Рассел. Расположен примерно в 70 км от центра Оттавы в месте слияния рек Оттава и Саут-Нэйшн.
Городок был образован 1 января 1997 года в результате слияния посёлка Альфред, деревни Альфред, посёлка Северный Плантадженет и посёлка Плантадженет.
Посёлок Плантадженет был назван в честь старинной британской династии, основанной королём Генрихом II. Возник в 1811—12 годах, почтовое отделение — с 1838 года.

## Природная среда
Министерство природных ресурсов Онтарио определило Болото Альфред (Alfred Bog) близи пос. Альфред как «водно-болотное угодье, имеющее важное значение в провинции и представляющее природный и научный интерес». Местные виды включают пальмовую камышевку, северную камышевку, розовую туфлю, хлопчатник, болотного эльфа и болотных медных бабочек, а также чёрную болотную стрекозу. Здесь также находится одно из самых южных стад лосей. На болоте оборудован деревянный прогулочный настил длиной 272 м.

## Общины
Посёлок Альфред и Плантадженет состоит из населённых пунктов Альфред, Альфред-Стейшен, Блю Корнерс, Сентрфилд, Койн Граттон, Карран, Гленберн, Джессапс-Фолс, Лефевр, Пендлтон, Плантадженет, Плантадженет-Стейшн, Рокдейл, Сенекал, Роллвей, Тредуэлл, Вендовер и Вестминстер. Администрация муниципалитета находится в Плантадженете. 
- Главная улица в Альфреде
- Горизонт Плантадженета
- Вендовер
- Табличка на прогулочном настиле на болоте Альфред